# Messatoporus rufiventris
Messatoporus rufiventris là một loài tò vò trong họ Ichneumonidae.